# Cloven
Cloven fu il nome dato in Francia al Piano Demagnetize. Si trattava di un programma segreto voluto dagli Stati Uniti che si proponeva di depotenziare l'influenza nella società del Partito Comunista Francese e del sindacato di sinistra attraverso una stretta collaborazione tra la CIA ed i servizi segreti francesi. 

Venne approvato dal Psychological Strategy Board, struttura statunitense che si occupava di guerra psicologica il 21 febbraio 1952; l'ambasciata statunitense a Parigi era l'organo deputato a mantenere i contatti con i servizi segreti francesi.